# Juvenile

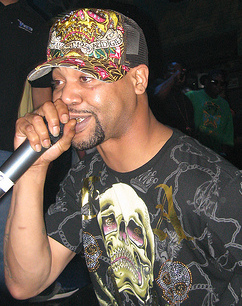
Juvenile (2008)

Juvenile (* 25. März 1975 in New Orleans, Louisiana; bürgerlich Terius Gray) ist ein US-amerikanischer Rapper.

## Biografie
Gray begann als 10-Jähriger sich für Rap und Hip-Hop zu interessieren. Seit seinem zwölften Lebensjahr schreibt und rappt er eigene Texte und gründete mit Freunden, zu denen auch Young Buck gehörte, die Gruppe UTP. Da die Gruppierung nicht erfolgreich ist, hält sich Grey mit Gelegenheitsjobs über Wasser und wechselt zwischen den Jobs und Freestyleveranstaltungen.
Als er die Inhaber vom Label Cash Money Records kennenlernte, erhielt er einen Vertrag und veröffentlichte sein Debüt Solja Rags, das mit 200.000 verkauften Tonträgern allein im Dirty South zum Erfolg wird.
1998 veröffentlichte er das Album 400 Degreez, die Single „Back That Azz Up“. Aufgrund der Erfolge erhielt er diverse Nominierungen und Auszeichnungen. Mit den nachfolgenden Veröffentlichungen Tha G-Code (1999), Project English (2001) und Playaz of da Game (2002) konnte er jedoch nicht an die Erfolge der ersten beiden Alben anknüpfen. 2002 erschien Juvenile presents UTP: The Compilation. Ende 2003 meldete er sich mit einem weiteren Soloalbum Juve the Great zurück.
Mitte 2005 verließ Juvenile das Label Cash Money Records wieder und kam später mit seinem Label UTP Records bei Atlantic Records unter Vertrag und veröffentlichte 2006 das Album Reality Check, das auf Platz 1 der Billboardcharts stieg. Auf diesem Album verarbeitete er unter anderem den Verlust seines Besitzes durch den Hurrikan Katrina in seinem Heimatort New Orleans.
Am 29. Februar 2008 wurde Juveniles zu diesem Zeitpunkt vier Jahre alte Tochter Jelani ermordet. An der Beerdigung des Mädchens nahm der Rapper nicht teil.

## Diskografie

### Soloalben
| Jahr | Titel             | Höchstplatzierung, Gesamtwochen, AuszeichnungChartsChartplatzierungen (Jahr, Titel, Platzierungen, Wochen, Auszeichnungen, Anmerkungen) | Anmerkungen                                                                       |
| Jahr | Titel             | US | Anmerkungen                                                                       |
| ---- | ----------------- | --- | --------------------------------------------------------------------------------- |
| 1995 | Being Myself      | US137 (2 Wo.)US | Erstveröffentlichung: 7. Februar 1995 erst 1999 als Remixed-Version in den Charts |
| 1998 | 400 Degreez       | US9 ×4Vierfachplatin · (100 Wo.)US | Erstveröffentlichung: 3. November 1998 Verkäufe US: + 4.900.000                   |
| 1999 | Tha G-Code        | US10 Platin · (26 Wo.)US | Erstveröffentlichung: 14. Dezember 1999 Verkäufe: + 1.000.000                     |
| 2001 | Project English   | US2 Gold · (18 Wo.)US | Erstveröffentlichung: 21. August 2001 Verkäufe: + 500.000                         |
| 2003 | Juve the Great    | US28 Platin · (41 Wo.)US | Erstveröffentlichung: 23. Dezember 2003 Verkäufe: + 1.000.000                     |
| 2006 | Reality Check     | US1 Gold · (14 Wo.)US | Erstveröffentlichung: 7. März 2006 Verkäufe: + 500.000                            |
| 2009 | Cocky & Confident | US49 (4 Wo.)US | Erstveröffentlichung: 1. Dezember 2009                                            |
| 2010 | Beast Mode        | US58 (1 Wo.)US | Erstveröffentlichung: 6. Juli 2010                                                |

Weitere Soloalben
- 1997: Solja Rags
- 2012: Rejuvenation
- 2014: The Fundamentals

### Kollaboalben
| Jahr | Titel                    | Höchstplatzierung, Gesamtwochen, AuszeichnungChartsChartplatzierungen (Jahr, Titel, Platzierungen, Wochen, Auszeichnungen, Anmerkungen) | Anmerkungen                                                   |
| Jahr | Titel                    | US | Anmerkungen                                                   |
| ---- | ------------------------ | --- | ------------------------------------------------------------- |
| 2004 | The Beginning of the End | US122 (4 Wo.)US | Erstveröffentlichung: 18. Mai 2004 mit Wacko und Skip als UTP |

Weitere Kollaboalben
- 2002: Gotta Get It (mit JT the Bigga Figga)
- 2002: The Compilation (mit Wacko und Skip als UTP)
- 2004: Nolia Clap (mit Wacko und Skip als UTP)
- 2007: Back Like We Left Something (mit Wacko und Skip als UTP)

### Kompilationen
| Jahr | Titel             | Höchstplatzierung, Gesamtwochen, AuszeichnungChartsChartplatzierungen (Jahr, Titel, Platzierungen, Wochen, Auszeichnungen, Anmerkungen) | Anmerkungen                            |
| Jahr | Titel             | US | Anmerkungen                            |
| ---- | ----------------- | --- | -------------------------------------- |
| 2004 | The Greatest Hits | US31 (6 Wo.)US | Erstveröffentlichung: 19. Oktober 2004 |

Weitere Kompilationen
- 2000: Playaz of da Game
- 2005: Raw

### Mixtapes
- 2009: Undefeated
- 2012: Mardi Gras
- 2012: Nino the Magnificent
- 2012: Juvie Tuesday
- 2015: Mardi Gras 2

### Singles
| Jahr | Titel Album                                    | Höchstplatzierung, Gesamtwochen, AuszeichnungChartsChartplatzierungen (Jahr, Titel, Album, Platzierungen, Wochen, Auszeichnungen, Anmerkungen) | Anmerkungen                                                                               |
| Jahr | Titel Album                                    | US | Anmerkungen                                                                               |
| ---- | ---------------------------------------------- | --- | ----------------------------------------------------------------------------------------- |
| 1998 | Ha 400 Degreez                                 | US68 (10 Wo.)US |                                                                                           |
| 1999 | Back That Azz Up 400 Degreez                   | US19 ×3Dreifachplatin · (30 Wo.)US | Erstveröffentlichung: Februar 1999 feat. Mannie Fresh und Lil Wayne Verkäufe: + 3.000.000 |
| 1999 | Bling Bling Chopper City in the Ghetto         | US36 (19 Wo.)US | B.G. feat. Big Tymers, Lil Wayne, Turk und Juvenile                                       |
| 1999 | Tha Block Is Hot                               | US72 (11 Wo.)US | Lil Wayne feat. Juvenile und B.G.                                                         |
| 2000 | U Understand Tha G-Code                        | US83 (6 Wo.)US |                                                                                           |
| 2001 | Set It Off Project English                     | US65 (15 Wo.)US |                                                                                           |
| 2001 | From Her Mamma (Mamma Got Ass) Project English | US65 (15 Wo.)US |                                                                                           |
| 2003 | In My Life Juve the Great                      | US46 (17 Wo.)US | feat. Mannie Fresh                                                                        |
| 2004 | Slow Motion Juve the Great                     | US1 Gold · (28 Wo.)US | feat. Soulja Slim Verkäufe: + 500.000                                                     |
| 2004 | Nolia Clap The Beginning of the End            | US31 (20 Wo.)US | mit Wacko und Skip als UTP                                                                |
| 2006 | Rodeo Reality Check                            | US41 Gold (Mastertone) · (19 Wo.)US | Verkäufe: + 500.000                                                                       |

Weitere Singles
- 1995: Conversation with the Man Above
- 1997: Solja Rag
- 1999: Follow Me Now
- 2000: I Got That Fire (feat. Mannie Fresh)
- 2004: Bounce Back (feat. Birdman)
- 2006: What’s Happenin’
- 2006: Way I Be Leanin’ (feat. Mike Jones, Paul Wall, Skip und Wacko)
- 2009: Gotta Get It
- 2009: We Be Getting Money (feat. Shawty Lo, Dorrough und Kango Slim)
- 2010: Drop That Thang
- 2011: Power (feat. Rick Ross)

## Auszeichnungen für Musikverkäufe
Anmerkung: Auszeichnungen in Ländern aus den Charttabellen bzw. Chartboxen sind in ebendiesen zu finden.
| Land/RegionAuszeichnungen für Musikverkäufe (Land/Region, Auszeichnungen, Verkäufe, Quellen) | Gold     | Platin     | Verkäufe   | Quellen  |
| -------------------------------------------------------------------------------------------- | -------- | ---------- | ---------- | -------- |
| Vereinigte Staaten (RIAA)                                                                    | 4× Gold4 | 9× Platin9 | 11.000.000 | riaa.com |
| Insgesamt                                                                                    | 4× Gold4 | 9× Platin9 |            |          |